# St. Elisabeth (Eisenach)

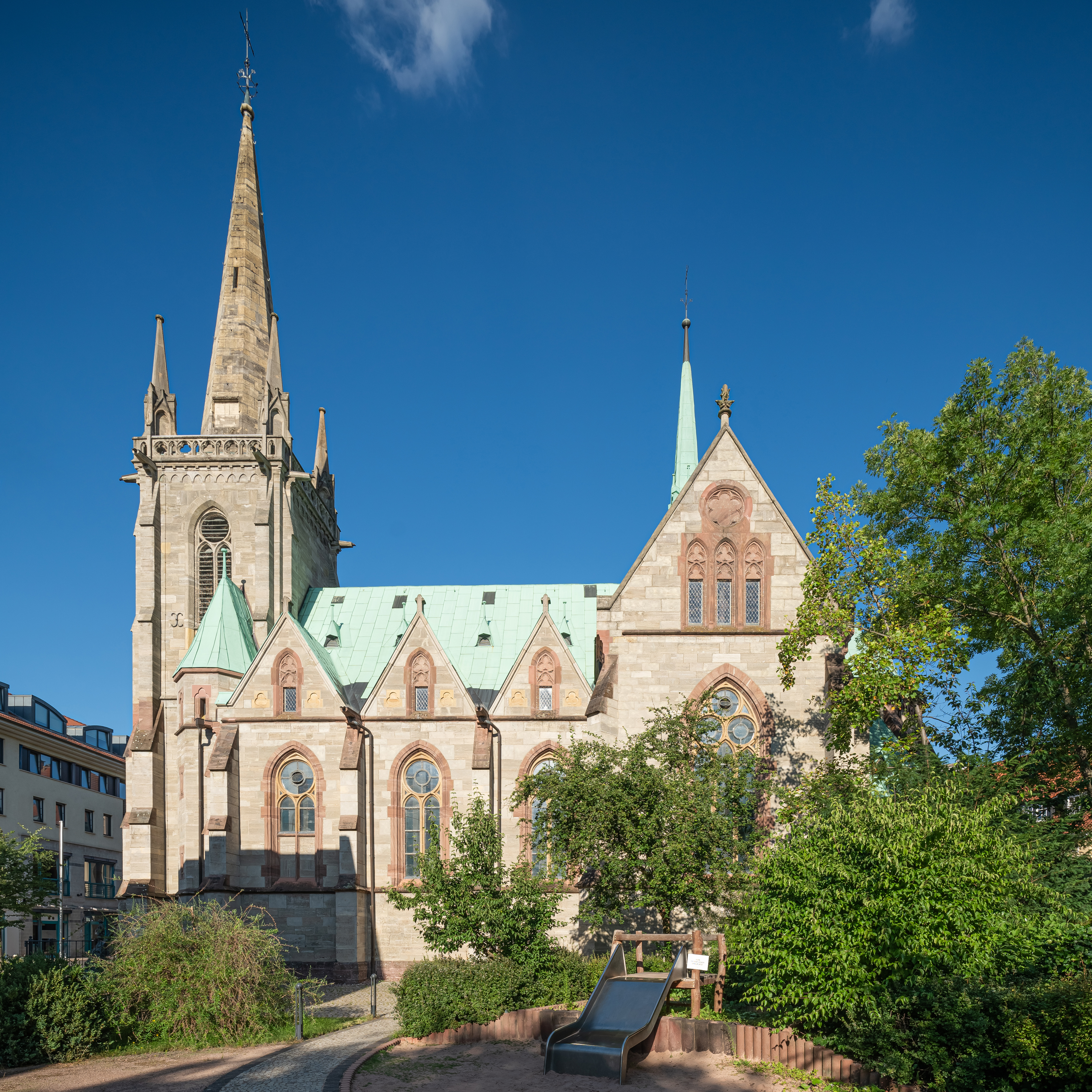
St. Elisabeth

Die römisch-katholische Pfarrkirche St. Elisabeth steht in Eisenach im thüringischen Wartburgkreis. Sie ist die Pfarrkirche der Pfarrei St. Elisabeth Eisenach im Dekanat Meiningen des Bistums Erfurt. Sie trägt das Patrozinium der heiligen Elisabeth von Thüringen.

## Geschichte

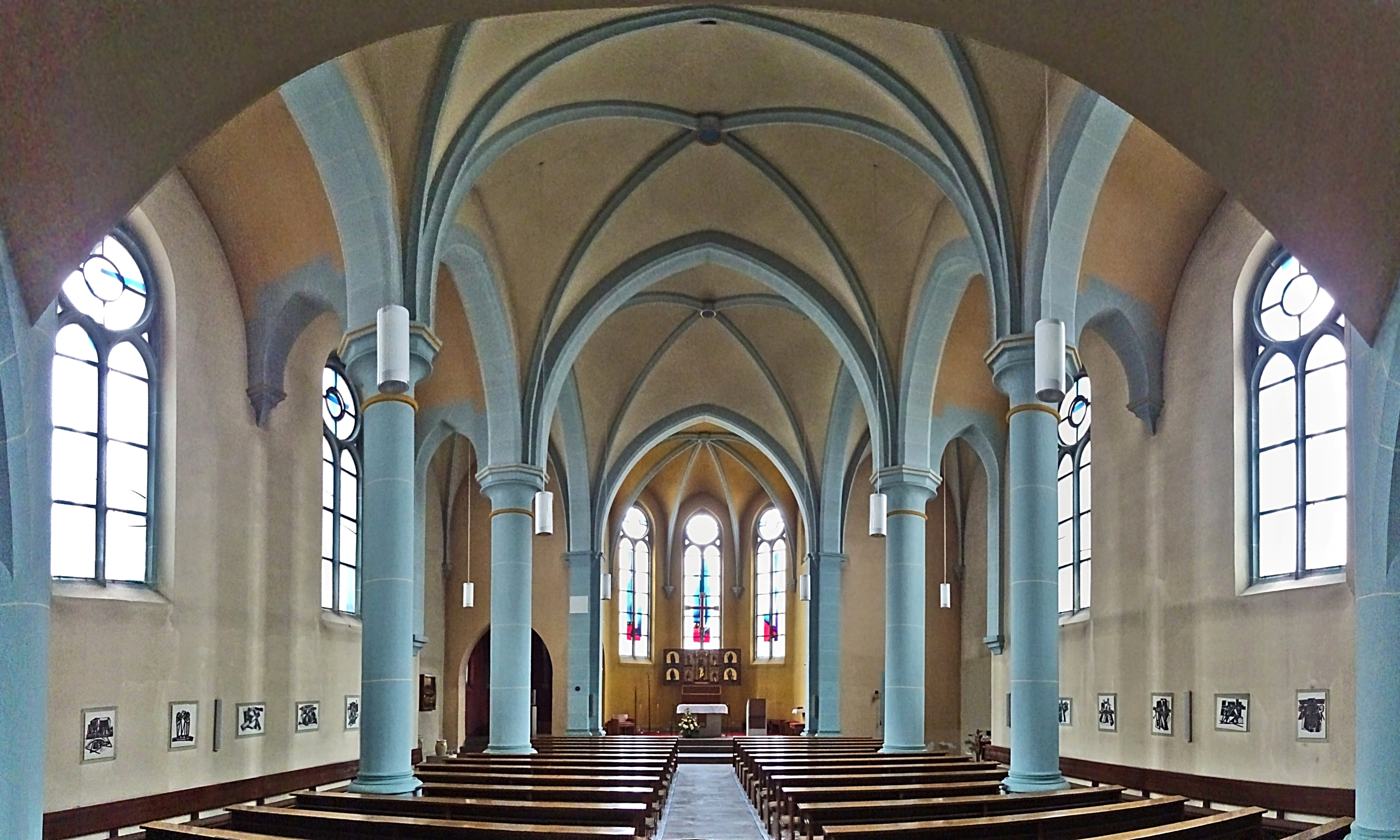
Innenansicht

Sie wurde nach Zustimmung des Großherzogs Carl Alexander in den Jahren 1886 bis 1888 nach Plänen des Kasseler Architekten Hugo Schneider im neugotischen Stil erbaut.
Die Kirchenpatronin die heilige Elisabeth von Thüringen, war Landgräfin von Thüringen, deren Leben eng mit Eisenach und der Wartburg verbunden ist. Die Marburger Elisabethkirche – vor allem deren Turmform – war Vorbild für den viel kleineren Eisenacher Bau.
In Eisenach, das zum Kernland der Reformation gehört, hatte es über drei Jahrhunderte lang keine Katholiken gegeben. Erst um 1840 war durch Zuzüge eine kleine Gemeinde entstanden, für die auf dem Grundstück der heutigen Elisabethkirche ein kleiner Betsaal errichtet und am Elisabethtag, dem 19. November 1844, die erste heilige Messe gefeiert werden konnte.
Drei Jahrzehnte später war die Gemeinde so weit angewachsen, dass der Kirchbau geplant werden konnte. Ähnlich wie in der Residenzstadt Weimar (katholische Herz-Jesu-Kirche) wurde auch in Eisenach eine Zustimmung durch den in Glaubensfragen toleranten Großherzog Carl Alexander und seitens der Landesregierung erwirkt; zur Finanzierung wurde ab 1882 eine Spendensammlung für die neue Kirche der heiligen Elisabeth in „ihrer“ Stadt veranlasst, sie stieß vor allem im katholischen Fuldaer Land auf großes Echo. Am 8. September 1888 konnte der Fuldaer Bischof Joseph Weyland den fertigen Bau weihen.
Im Zweiten Weltkrieg wurden die originalen Buntglasfenster zerstört, die Bausubstanz blieb jedoch unversehrt. Die heutigen Buntglasfenster entstanden nach Entwürfen der Künstlerin Christiane Schwarze-Kalkoff aus Halle (Saale).
Nach einer ersten Umgestaltung 1965 konnte in den Jahren 1987/1988 eine Innenrenovierung durchgeführt werden. Eine Innen- und Außensanierung erfolgte 2000 bis 2002.

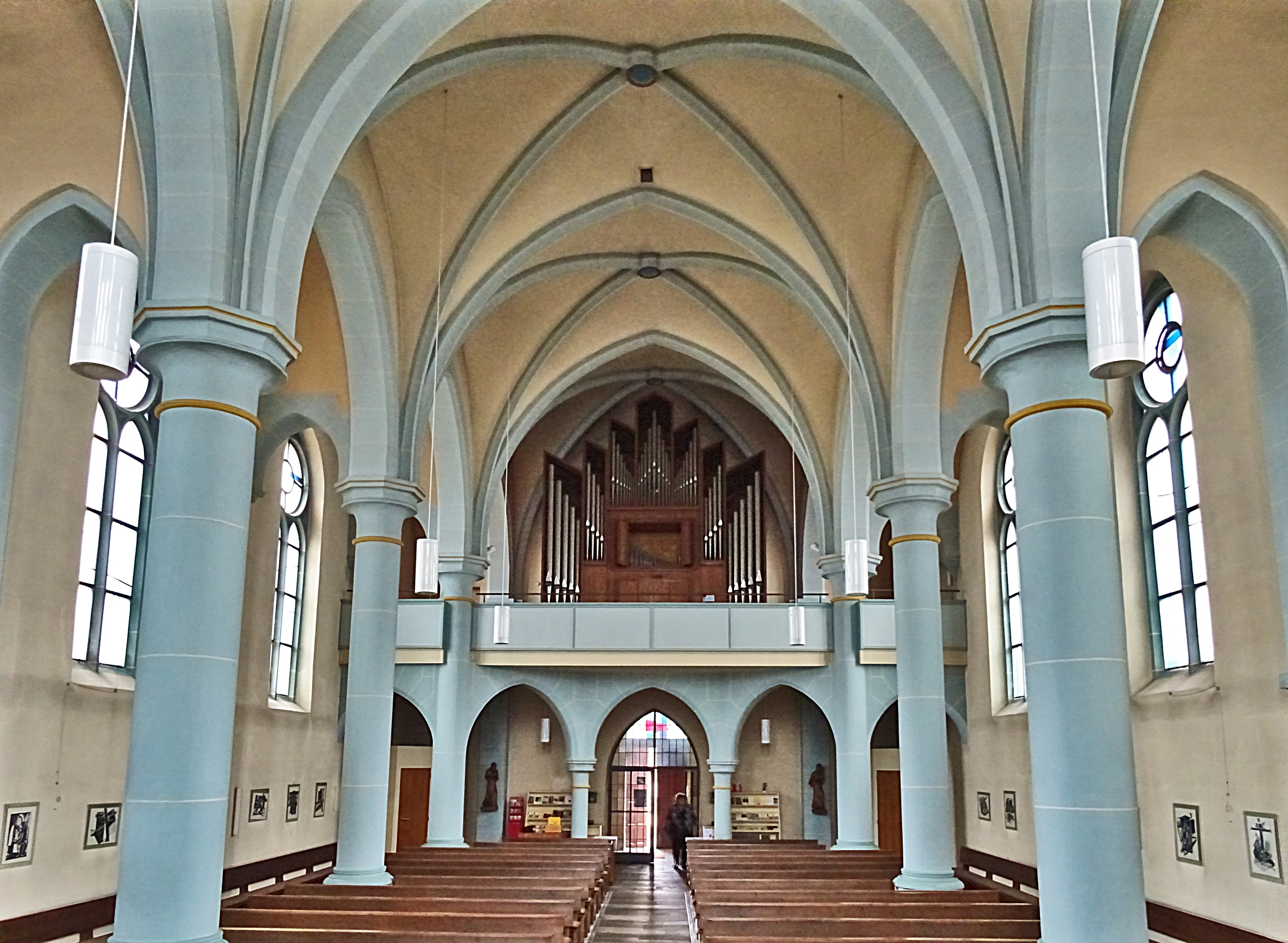
Innenansicht der Kirche
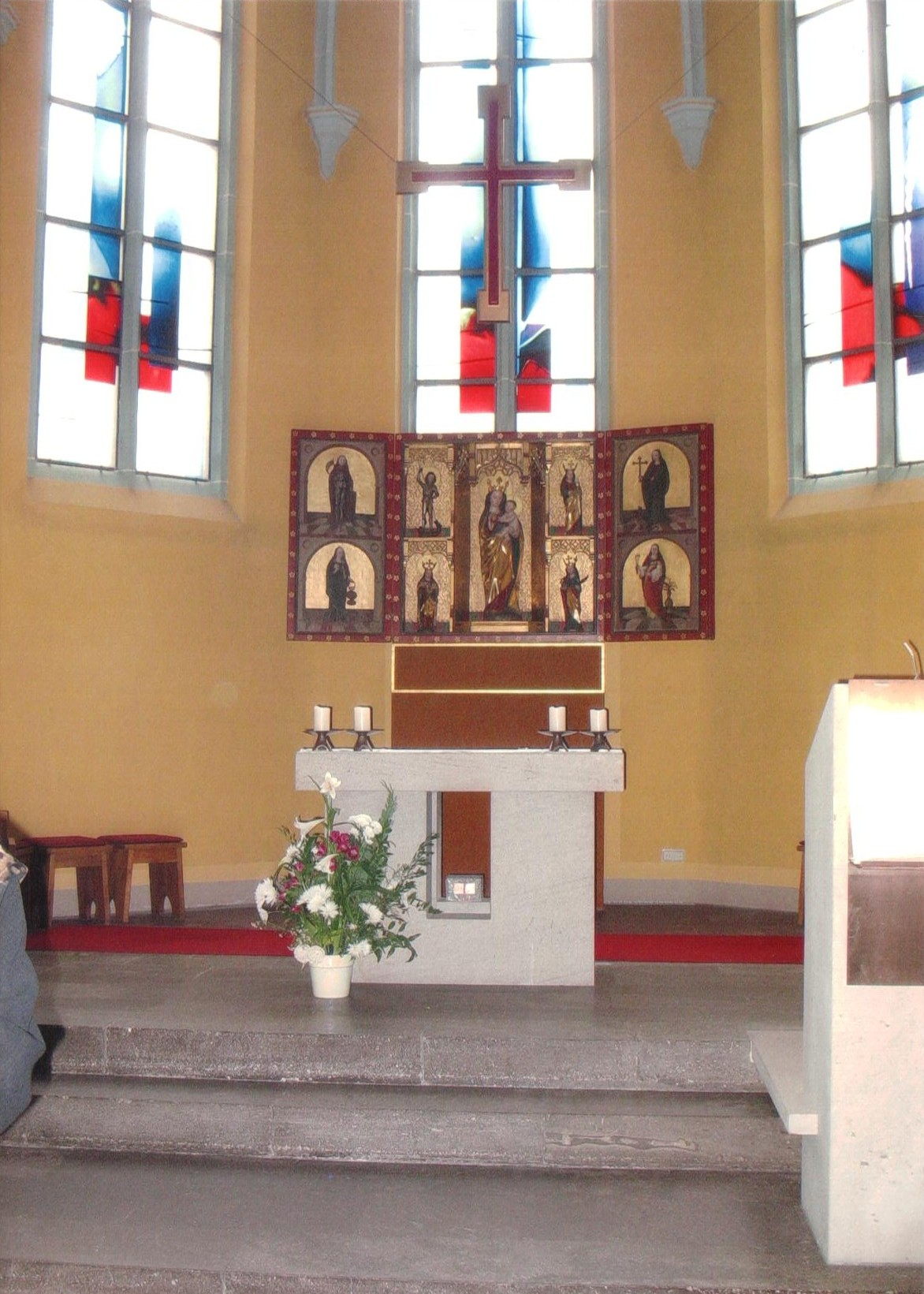
Altarraum mit Flügelaltar (Figuren spätgotisch, Gemälde 19. Jh.)
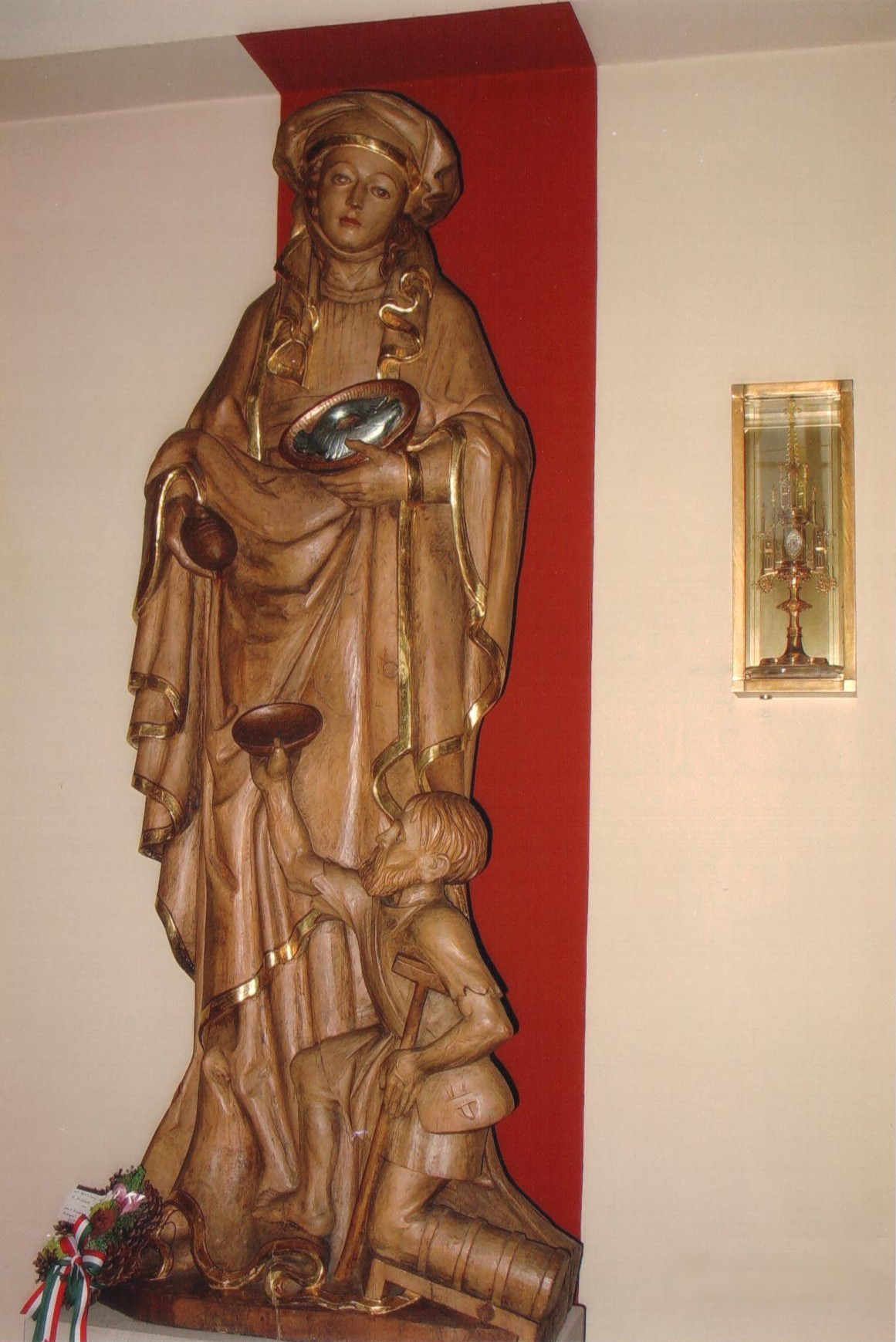
Elisabethstatue und Reliquiar

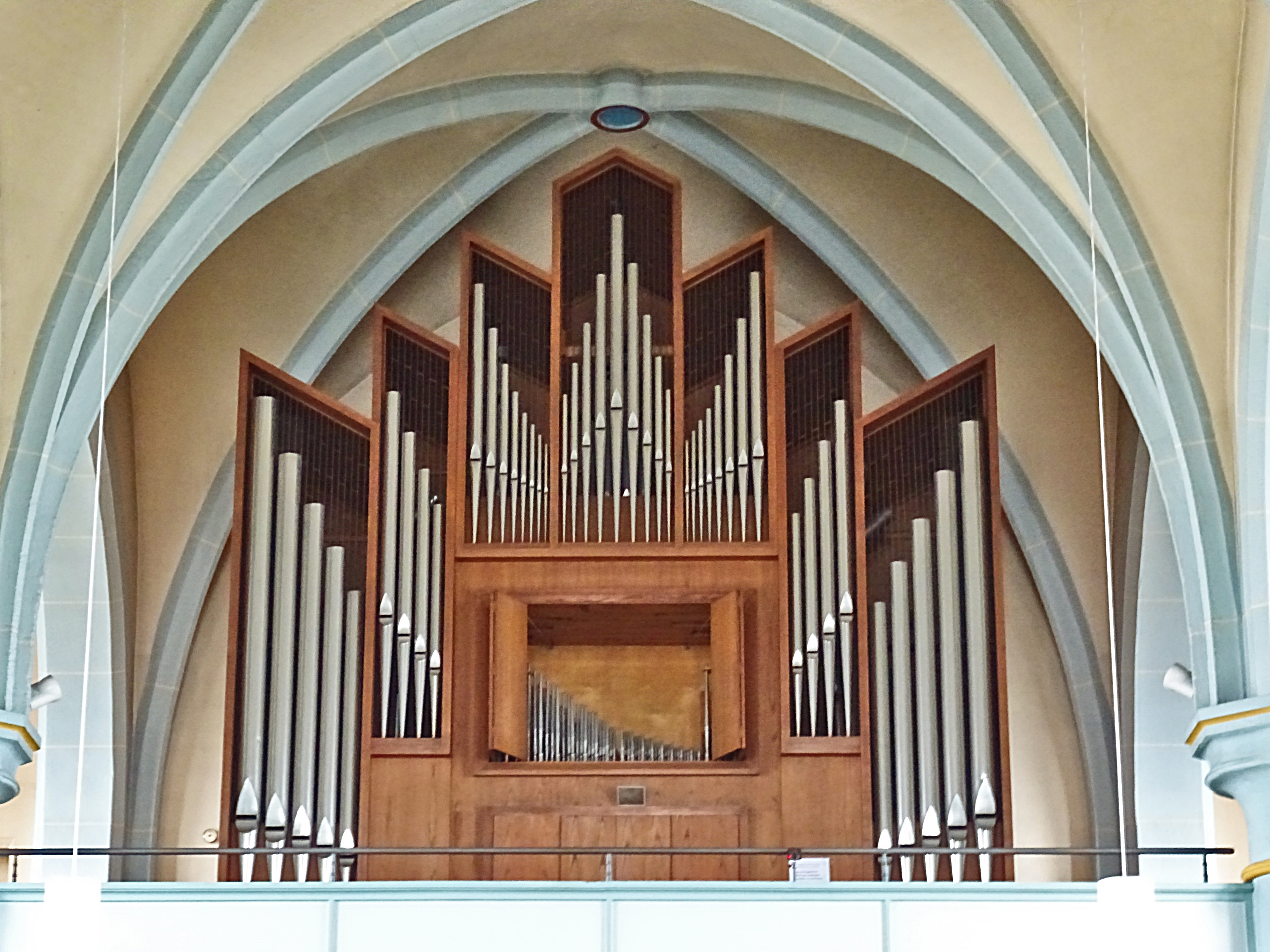
Jehmlich-Orgel

## Orgel
Die Orgel mit 18 Registern, verteilt auf 2 Manuale und Pedal, wurde 1972 von VEB Jehmlich-Orgelbau Dresden gebaut und 1996 von Orgelbau Waltershausen instand gesetzt.